# Fédération royale espagnole de handball
La Fédération royale espagnole de handball (RFEBM) est une association espagnole fondée le 1er septembre 1941, a pour mission d'organiser et développer le handball en Espagne.
Elle est ainsi responsables des équipes nationales masculine et féminine ainsi que des compétitions nationales à l'exception des compétitions professionnelles masculines gérées par délégation par l'ASOBAL (Championnat, Coupe ASOBAL, Coupe du Roi et Supercoupe).

## Présidents
Treize présidents se sont succédé depuis le 1er janvier 1941
|    | Président                          | Date de début de mandat |
| -- | ---------------------------------- | ----------------------- |
| 1  | Emilio Suárez Marcelo              | 1er janvier 1941        |
| 2  | Emilio García Martín               | 1er janvier 1954        |
| 3  | José Ángel Castro Fariñas          | 1er janvier 1956        |
| 4  | Carlos Albert Aceituno             | 20 novembre 1962        |
| 5  | Alberto San Román y de La Fuente   | 24 septembre 1965       |
| 6  | Félix Sánchez-Laulhe               | 24 décembre 1972        |
| 7  | Roberto Tendero Llofriu            | 1er décembre 1981       |
| 8  | Javier Loinaz Dolhagaray (intérim) | 26 décembre 1989        |
| 9  | Jesús López Ricondo                | 1er avril 1990          |
| 10 | Domingo Bárcenas                   | 26 décembre 1992        |
| 11 | Jesús López Ricondo (2)            | 1er novembre 1996       |
| 12 | Juan de Dios Román                 | 17 décembre 2008        |
| 13 | Francisco V. Blázquez García       | 26 avril 2013           |